# Iberia
Iberia, Líneas Aéreas de España, S.A., internationalt kendt som Iberia Airlines, er Spaniens største flyselskab. Selskabet har hovedsæde i Madrid og anvender Madrid-Barajas Lufthavn og Barcelona Lufthavn som sine primære hubs. Iberia havde 27.799.000 passagerer i 2006.